# Branko Jovičić
Branko Jovičić (en serbe cyrillique Бранко овичић) né le 18 mars 1993 à Raška est un footballeur international serbe. Il évolue au poste de milieu défensif dans le club autrichien du LASK.

## Carrière

### Borac Čačak
Branko Jovičić fait ses débuts professionnels avec le FK Borac Čačak. Formé au club, il est le plus jeune capitaine de l'histoire de l'équipe.

### Amkar Perm
Il est transféré en août 2014 au FC Amkar Perm et découvre le championnat Russe. Lors de sa première saison avec Amkar Perm, il a disputé 21 matchs et marqué trois buts. Il prolonge deux années supplémentaires avant de rejoindre l'Étoile rouge de Belgrade.

### Étoile rouge de Belgrade
Le 8 juillet 2017, il signe un contrat de trois ans avec l'Étoile rouge de Belgrade. Il fait ses débuts lors du match aller du deuxième tour de qualification de la Ligue Europa 2017-2018, lors d'un match nul 1 à 1 contre Irtysh Pavlodar. Jovičić a été élu joueur du match au match retour, victoire 2-0. Il marque son premier but avec le club lors de la victoire 5–0 sur le Radnik Surdulica en championnat sur un penalty en fin de match.
Il est annoncé avec insistance au Nîmes Olympique. Le 14 juillet 2019, le journal Midi Libre annonce que Branko Jovičić rejoindra le Nîmes Olympique et disputera son dernier match avec Étoile rouge de Belgrade à l'issue du tour préliminaire de Ligue des champions de l'UEFA. Cependant, il se blesse aux ligaments du genou et voit son transfert dans la capitale gardoise rompu.

### Carrière internationale
Branko Jovičić a disputé son premier match avec la sélection Serbe en septembre 2018 pour disputer Ligue des nations de l'UEFA. Il fait ses débuts internationaux le 11 octobre 2018 en tant que remplaçant et rentre à la 72e minute contre le Monténégro (victoire 2-0).

## Statistiques
Le tableau ci-dessous récapitule les statistiques de Branko Jovičić lors de sa carrière professionnelle en club :

## Palmarès

### En club
- Étoile rouge de Belgrade
  - Championnat de Serbie (3)
    - Champion en 2018, 2019 et 2020.